# سي دراغن (إعلام آلي)
سي دراغن (بالإنجليزية: Seadragon)‏ عبارة عن تقنية تصور متطورة لمتصفحات الويب تسمح بتصفح الرسومات والصور بسلاسة، بغض النظر عن حجم الصورة ودون انتظار وقت للتحميل، وكذلك الحال تسمح للمستخدم بتحميل الصورة ذات الجودة العالية.
انضمت في 2006 إلى فريق Microsoft Live Labs (مختبرات مايكروسوفت لايف).
تم إنشاء شركة سي دراغن سوفتوير في 2003 وكان اسمها ساند كودكس (Sand Codex).
تكنولوجية 'سي دراغن سوفتوير' بتعدد اسماءها:DeepZoomPix، Seadragon Showcase ChronoZoom ،Silverlight، Seadragon Ajax، Deep Zoom والانظمة المستعملة لها (Photosynth، Pivot ، SimpleDL، iBing ، هي تكنولوجيا بناء صفحات وب فعالة تسمح بعرض الرسومات والصور وتصفحها بشكل سلس داخل الصفحات بغض النظر عن حجمها.
و هي ايضاً التكنولوجيا التي تستخدم في مايكروسوفت سيلفرلايت (Microsoft’s Silverlight)، بيفوت (Pivot)، فوتوسنث (Photosynth) وكذاك المنصة المستقلة لتطبيق سي دراغن لاجهزة الايفون iPhone والايباد iPad.